# Austvollen
Austvollen (norwegisch für Ostmauer) ist ein steiles Felsenkliff im ostantarktischen Königin-Maud-Land. Im Mühlig-Hofmann-Gebirge bildet es die Ostseite des Ruhnkebergs.
Norwegische Kartografen benannten es deskriptiv und kartierten es anhand von Vermessungen und Luftaufnahmen der Dritten Norwegischen Antarktisexpedition (1956–1960).